# Nerw językowy

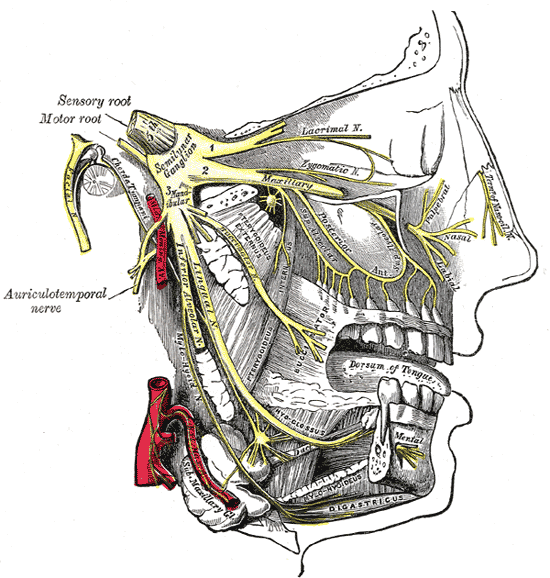
Nerw trójdzielny wraz z odgałęzieniami, nerw językowy podpisany Lingual N.

Nerw językowy (łac. nervus lingualis) – w anatomii człowieka nerw będący jedną z gałęzi czuciowych grupy tylnej gałęzi nerwu żuchwowego. Unerwia czuciowo dno jamy ustnej, dziąsła wewnętrznej powierzchni części zębodołowej żuchwy, język, śliniankę podjęzykową oraz smakowo (przez dołączające się do niego włókna nerwu pośredniego) brodawki grzybowate przedniej części języka.

## Gałęzie
- gałęzie zębodołowe (rami alveolares)
- gałąź podjęzykowa (ramus sublingualis) – zaopatruje śliniankę podjęzykową, błonę śluzową części przedniej dna jamy ustnej i powierzchnię językową dziąseł. Czasem na przebiegu nerwu występuje zwój podjęzykowy[2].
- gałęzie językowe (rami lingualies) – razem z gałęziami tętnicy głębokiej języka wstępują na grzbiet języka zaopatrując błonę śluzową końca, brzegów i grzbietu języka aż do bruzdy granicznej[2].
- gałęzie cieśni gardzieli (rami isthmi faucium) – zwane też migdałkowymi, biegną między żuchwą a mięśniem skrzydłowym przyśrodkowym zaopatrując błonę śluzową gardzieli, migdałków podniebiennych i części tylnej dna jamy ustnej[2].

## Przebieg
Początkowo biegnie ku dołowi wraz z nerwem zębodołowym dolnym i w połowie jego przebiegu łączy się z nim struna bębenkowa prowadząca do niego włókna smakowe nerwu pośredniego (zaopatrujące potem brodawki grzybowate przedniej części języka). Następnie nerw językowy biegnie wzdłuż przedniego brzegu mięśnia skrzydłowego przyśrodkowego, dalej po górnej powierzchni mięśnia gnykowo-językowego, po wewnętrznej stronie ślinianki podżuchwowej (tu oddaje gałęzie do niej i do zwoju podżuchwowego), dalej krzyżując przewód tej ślinianki oddaje drobne włókienka do ślinianki podjęzykowej i wchodzi pod nim do języka. Oddaje włókna zaopatrujące błonę śluzową dna jamy ustnej oraz dziąsła językowej (wewnętrznej) powierzchni części zębodołowej żuchwy.